# كي إم إن إي آر 1813

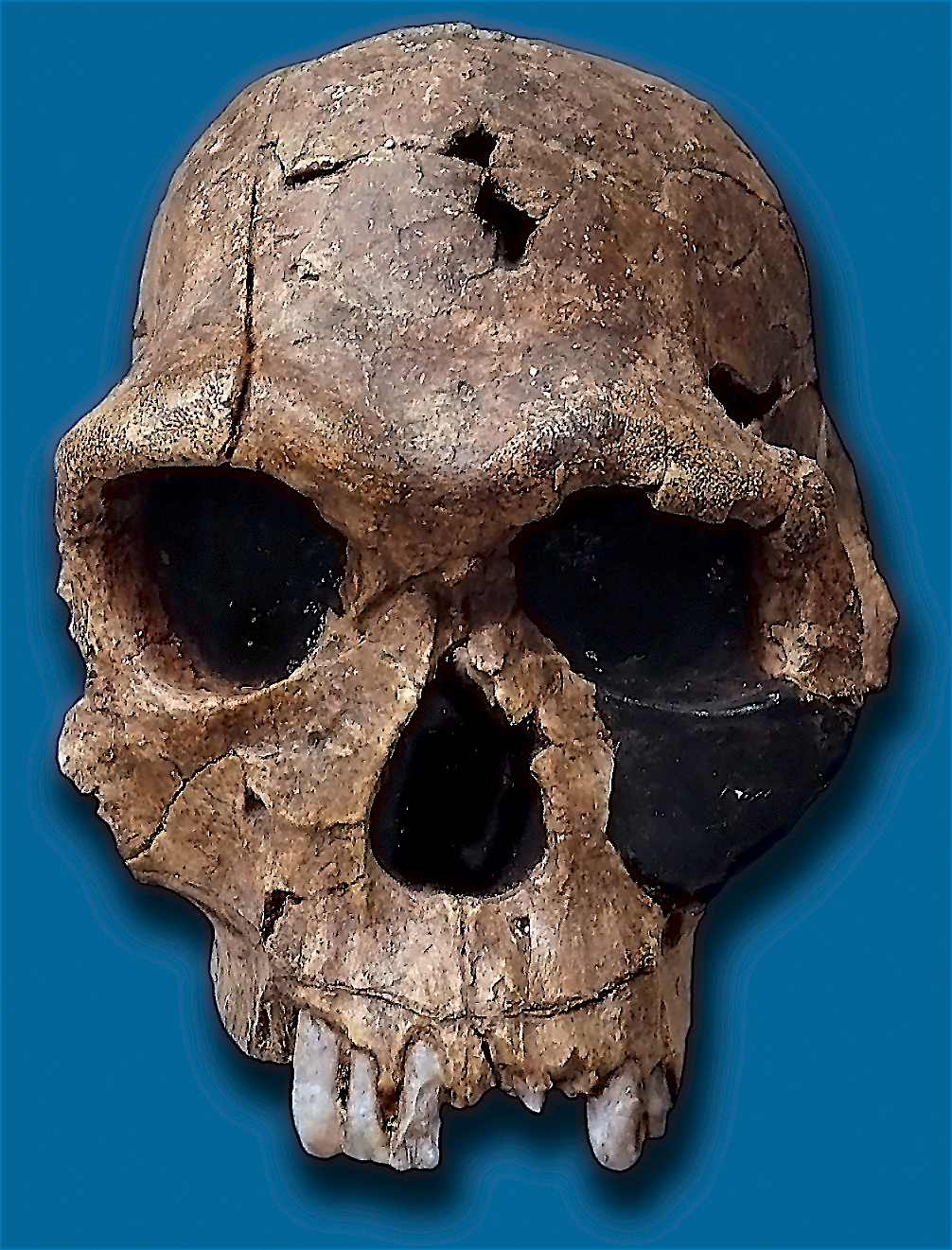

كي إم إن إي آر 1813 (بالإنكليزية KNM ER 1813) هي جمجمة تعود إلى أحد أفراد نوع هوموهابيليس (الإنسان الماهر)، اكتُشِفَت في عام 1973 من قبل كامويا كيميو في منطقة كوبي فورا في كينيا، وقَدّر العلماء عمر هذه الجمجمة ب 1.9 مليون سنة.
تتضمّن الخصائص المُميّزة لهذه الجمجمة صِغر الحجم بالمقارنة مع غيرها من جماجم نوع الإنسان الماهر المُكتشفة، ولكنّها امتلكت بالمقابل موروفولوجيا (بنية وشكل) الإنسان الماهر (هوموهابيليس) البالغ بالكامل.
الجمجمة تعود إلى شخصٍ بالغ (لأنّها حوت على أضراس عقل ظاهرة بالكامل وعليها علامات تآكل)، وبلغ الحجم التقديري لها 510 سنتيمتر مكعّب.
يُشار إلى هذه العيّنة باسم 1813، وقد تمّ جمعها من الشاطئ الشرقي لبحيرة رودولف (التي يطلق عليها الآن بحيرة توركانا) لصالح المتاحف الوطنيّة الكينيّة.